# Tollo

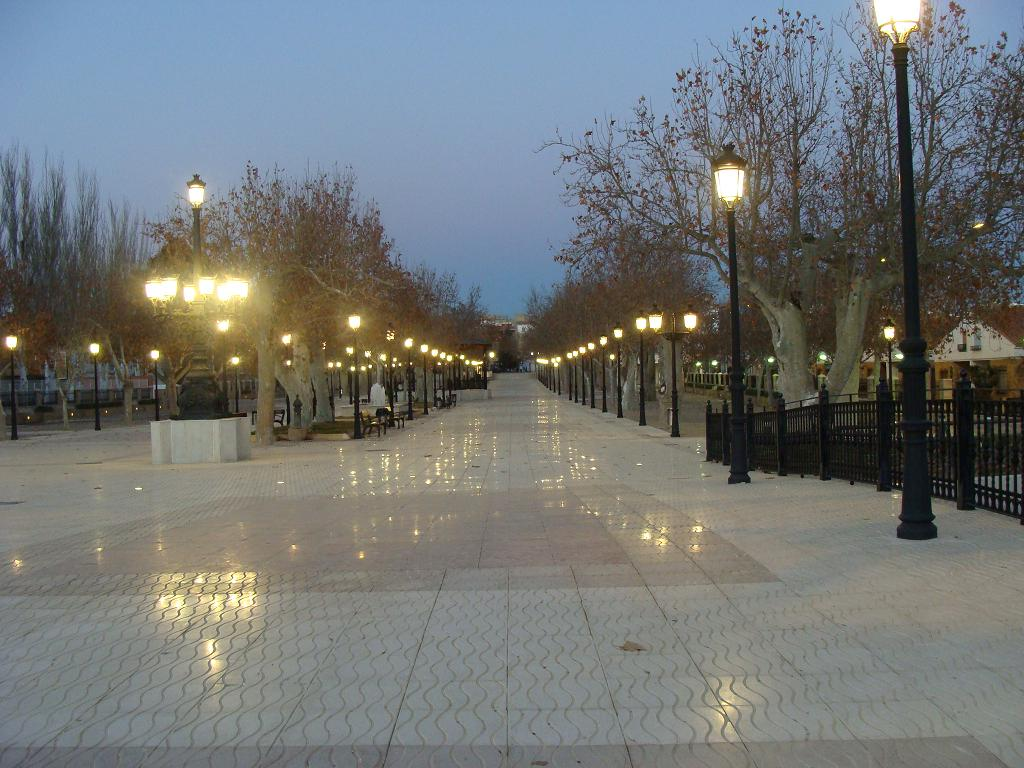
Calle de los Héroes del Tollo, un paseo en Utiel (Valencia), que enlaza la entrada desde la autopista A-3 en el lugar conocido como El Tollo, junto al río Magro, con el centro de la población.

Se denomina tollo a una depresión u hondonada del terreno en zonas de carácter cárstico o de otro tipo. El Diccionario Enciclopédico Salvat define a tollo como hoyo en la tierra, y en León y Salamanca, lodo, fango, mientras que en Aragón se le llama así a un charco formado por las aguas de lluvia. Y a tolla (voz de probable origen celta) la define como tremedal encharcado por las aguas subterráneas. Es el nombre de numerosas partidas en la Comunidad Valenciana. Este tipo de depresión se forma muchas veces por la aparición de una especie de sumidero, que en el lenguaje geomorfológico se denomina poljé con lo que las aguas de lluvia que se recogen en el mismo pasan a formar parte de las aguas subterráneas. En algunos casos, este tipo de hondonadas se forma por razones tectónicas, como en el caso de las zonas falladas.
Este término no se limita a las zonas donde se habla valenciano o catalán y también se puede encontrar en otras áreas donde se habla castellano: es el caso de El Tollo, pequeña depresión junto al río Magro (y probablemente formada por este río) en la propia entrada de Utiel desde la autopista A-3 mediante la calle de los Héroes de El Tollo. Y también en Vega de Liébana (Cantabria) uno de cuyos caseríos se llama, precisamente, Tollo. Asimismo, uno de los barrancos afluentes del Cabriel en el Parque natural de las Hoces del río Cabriel, se llama Barranco del Tollo Guisopo.
En algunos casos, este nombre se ha indicado (en valenciano) como Toll, lo cual es incorrecto. Es el caso de la partida de El Toll, muy cerca del corral del Granotar, en el término municipal de Catadau, que aparece con este nombre en la edición de 1985 del mapa de Llombay a escala 1:25.000 (746-II, 28-29, del Mapa Topográfico Nacional). Y en el mismo mapa puede verse un lugar denominado El Toll, pero en el término municipal de Llombay, unos centenares de metros al este de otro lugar llamado La Foieta. Es el caso de que la palabra toll, en valenciano, es correcta pero tiene otro significado (profundidad o nivel de las aguas), mientras que tollo tiene el significado que aquí se ha descrito. Y lo curioso es que en ediciones anteriores de la hoja 746 del Mapa Topográfico Nacional aparece, en estos y otros casos, como tollo.

## La partida de El Tollo en el término municipal de Catadau
Esta partida se encuentra al pie de la Sierra del Caballón, en su vertiente oriental, a veces denominada sierra de La Colaita, que es el nombre del punto más elevado de la misma. Dicha sierra está formada por margas compuestas por caliza casi pura aunque puede contener algo de arcilla en sus partes menos expuestas a la meteorización y/o erosión, como es frecuente en las regiones calcáreas. El borde oriental de esta sierra está cortado por una falla evidenciada por facetas triangulares que cortan las pequeñas sierras y valles transversales que bajan hacia el este y sureste (Hoja 746 del Mapa Geológico de España). En uno de estos valles se ha formado una acumulación de sedimentos de cierto tamaño (bloques, cantos rodados y grava) al disminuir bruscamente la pendiente, por lo que la corriente de agua esporádica formada por la lluvia encuentra fácil salida hacia el exterior a través de una especie de sumidero en esa acumulación de sedimentos de gran tamaño, los cuales forman una depresión cerrada que es lo que se conoce como tollo.    

## Tollo el Avellanero (Vistabella del Maestrazgo y Puertomingalvo)

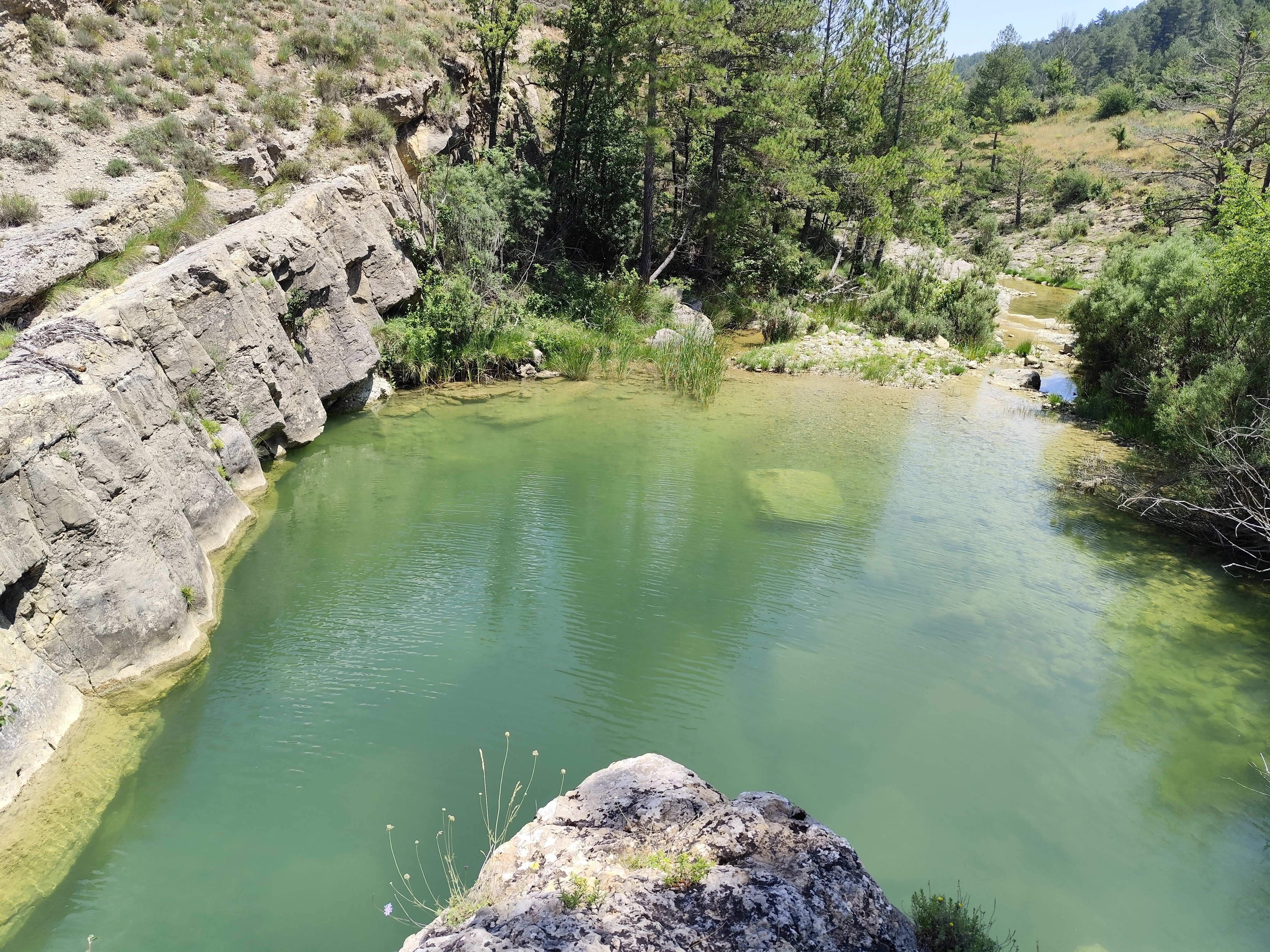
El Tollo el Avellanero (El Puerto Mingalvo) / Tollo de l'Avellaner (Vistabella)

El Tollo el Avellanero (Toll de l'Avellaner en catalán) es uno de los dos tollos del Molino Luna en la Rambla del Puerto (Vistabella del Maestrazgo y Puertomingalvo). Tiene una profundidad de unos cuatro o cinco metros.
La motivación de su nombre está en unos avellaneros que hay en las proximidades.
Es un tollo importante porque mantiene el agua durante todo el año. La Rambla del Puerto (primer tramo del Río Monleón) es un cauce que tiene poca agua en superficie de forma general, por lo que los tollos que no se secan han facilitado la vida tradicional de los masoveros que vivían en su entorno. Entre otros aprovechamientos del agua, solían pescar barbos en él.
Es uno de los topónimos que figura en la tesis doctoral de Jesús Bernat. y en el Blog de La toponimia churra.

## Tollo la Caldera (Vistabella del Maestrazgo y Puertomingalvo)

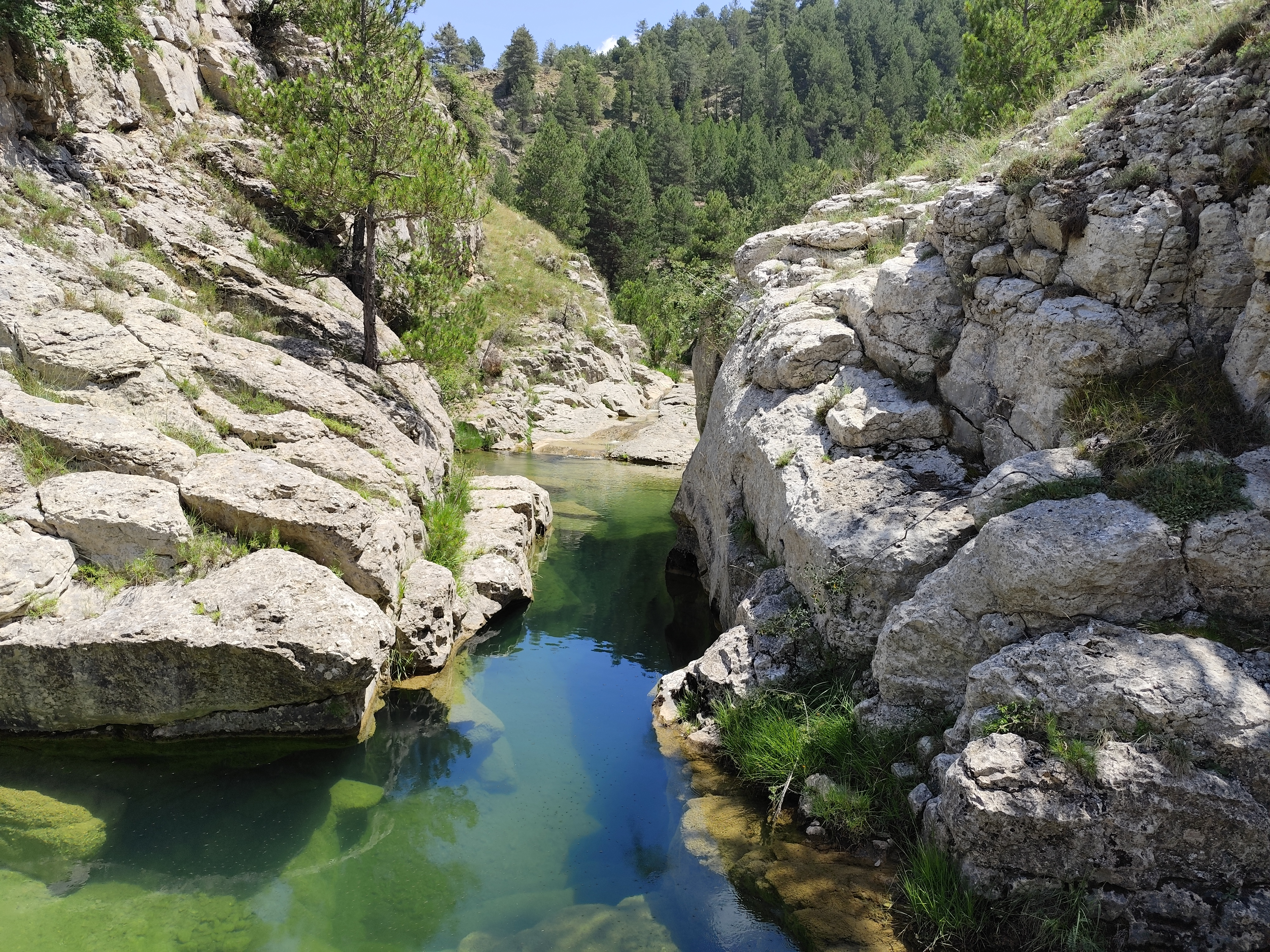
Tollo la Caldera (El Puerto Mingalvo) / Toll de la Caldera (Vistabella)

El Tollo la Caldera (Toll de la Caldera en catalán) es el otro tollo del Mollino Luna en la Rambla del Puerto (Vistabella del Maestrazgo y Puertomingalvo).
Mantiene el agua todo el año y se crían barbos en él. Es más estrecho y menos hondo que el Tollo el Avellanero, pero es más largo. Tiene varias partes: una parte inicial toda de roca viva, luego un paso a otra parte toda de roca, que da lugar a una tercera sección que después se abre a un tollo en el lecho de la rambla.
La motivación de su nombre puede deberse al apodo La Caldera o a la similitud de cierto relieve de las rocas con un recipiente de cobre para cocer.

## Tollo Escuro/Oscuro (Puertomigalvo)

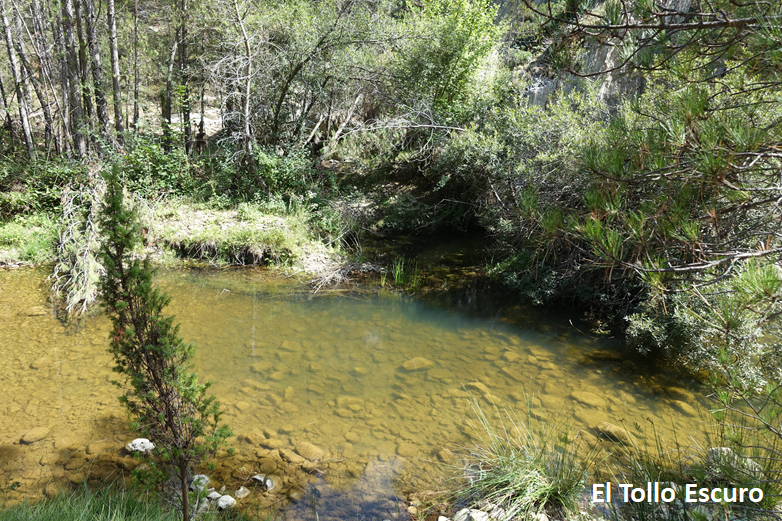
El Tollo Escuro en la Rambla del Puerto, primer tramo del río Monleón

El Tollo Escuro/Oscuro es un tollo de la Rambla del Puerto que se mantiene en períodos de escasas lluvias. 
El nombre está motivado porque el agua no está nunca clara. La forma escur viene del aragonés y su significado es 'oscuro'. 
Este tollo está en El Puerto Mingalvo (Teruel), pero cerca de Vistabella (Castellón). Por la proximidad con Vistabella, en valenciano dialectal lo nombran como Toll Escur/Oscur.

## Tollo Gaspar (Puertomingalvo)

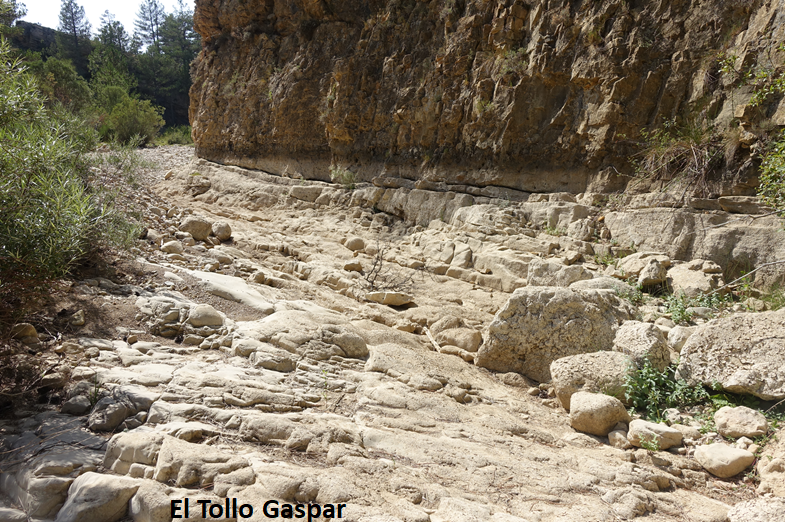
El Tollo Gaspar en la Rambla del Puerto (inicio del Río Monleón)

El Tollo Gaspar es un tollo de la Rambla del Puerto que no resiste las épocas de sequía. Después de varios años sin llover excesivamente, podemos encontrarlo sin agua. Las marcas del agua nos permiten ver como poco a poco se ha ido consumiendo el agua por la evaporación.
En cambio, si es un año lluvioso, el Tollo Gaspar mantiene el nivel de agua en verano. Por lo tanto, un año podemos verlo con agua o el año siguiente no.
La elevación que está al lado se denomina la Moleta del Tollo Gaspar.

## Tollo del Mas de Alcón (Puertomingalvo)
El Tollo del Mas de Alcón responde a los tollos creados por el agua de lluvía (tercera acepción de tollo2 del Diccionario de la Lengua Española). Se mantiene todo el año si no es demasiado seco. Toma el nombre del mas en el que se encuentra y resulta muy útil para los pastores porque el ganado puede beber en él.